# Нургалиев, Сагидулла Исаевич
Сагидулла Исаевич Нургалиев (1 января 1934, село Чинарево, Зелёновский район, Западно-Казахстанская область, Казахская ССР — 28 января 2009, Уральск, Казахстан) — комбайнёр колхоза имени Панфилова Приуральского района Уральской области, Казахская ССР. Герой Социалистического Труда (1976).

## Биография
Родился в 1934 году в крестьянской семье в селе Чинарево Зелёновского района. В 1949 году окончил местную семилетку и поступил на курсы механизаторов, после которых трудился трактористом в Январцевской МТС. Проходил срочную службу в Советской Армии. С 1958 года трудился в колхозе имени Панфилова Приуральского района с центром в селе Кирсаново.
Ежегодно показывал высокие трудовые результаты. По итогам работы в годы Семилетки (1959—1965) был награждён медалью «За трудовую доблесть». Неоднократно занимал передовые места в колхозном социалистическом соревновании, награждался знаком «Победитель социалистического соревнования». За выдающиеся трудовые достижения по итогам Девятой пятилетки (1971—1975) награждён Орденом Ленина.
В первом году Десятой пятилетки (1976—1980) намолотил вместе со своим сыном и племенником на двух комбайнах 28610 центнеров зерновых и занял первое место в социалистическом соревновании серди комбайнёров Уральской области. Указом Президиума Верховного Совета СССР от 24 декабря 1976 года удостоен звания Героя Социалистического Труда за «выдающиеся успехи, достигнутые во Всесоюзном социалистическом соревновании, проявленную трудовую доблесть в выполнении планов и социалистических обязательств по увеличению производства и продажи государству зерна и других сельскохозяйственных продуктов в 1976 году» с вручением ордена Ленина и золотой медали «Серп и Молот» (№ 18673).
В последующие годы возглавлял механизированную полеводческую бригаду № 4.
Неоднократно участвовал в работе Всесоюзной выставке ВДНХ.
По состоянию здоровья был вынужден выйти на пенсию раньше срока, однако помогал труженикам колхоза имени Панфилова (после укрупнения в 1985 году — колхоз «Вперёд к коммунизму» с усадьбой в селе Январцево). Воспитал девятерых детей. С 1982 года — персональный пенсионер союзного значения. Проживал в селе Дарьинское, в 2000 году переехал в Уральск, где скончался в январе 2009 года. Похоронен на кладбище родного села Кирсаново.
Награды
- Герой Социалистического Труда
- Орден Ленина — дважды (10.12.1973; 1976)
- Медаль «За трудовое отличие» (23.06.1966)
- Медаль «За трудовую доблесть» (08.04.1971)
- Медаль «За освоение целинных земель»
- Почётный гражданин Зелёновского района — решением районного маслихата № 16-3 от 30 сентября 2009 года[2].